# Maxime Colin
Maxime Jean-Yves Colin (Arras, Alta Francia, 15 de noviembre de 1991) es un futbolista francés. Juega de defensa y su equipo es el F. C. Metz de la Ligue 1 de Francia.
Representó internacionalmente a Francia en la categoría sub-20 en el año 2011.

## Trayectoria

### Inicios
Comenzó su carrera en varios clubes amateur de la región de Norte-Paso de Calais de Francia, clubes como el Arras y el Avion.
Llegó al profesionalismo cuando firmó con el Boulogne de la Ligue 1 el 2 de julio de 2009. Jugó 52 encuentros en sus tres años con el club del Stade de la Libération.
Fichó por el Troyes de la Ligue 1 el 3 de septiembre de 2012.

### Anderlecht
Colin se fue a Bélgica, donde fichó por tres años con el Anderlecht de la Pro League el 28 de agosto de 2014. Debutó con los violetas y blancos en el empate 2-2 ante el Lierse el 13 de septiembre de 2014. Debutó a nivel europeo con el club cuando jugó en el empate 0-0 ante el Dinamo de Moscú en la Liga Europea el 19 de febrero de 2015.

### Inglaterra
El 13 de agosto de 2015 fichó por el Brentford de la EFL Championship de Inglaterra por cuatro años. Debutó nueve días después como sustituto en el minuto 58 por Akaki Gogia, en la derrota 1-0 ante el Burnley.
Firmó por cuatro años con el Birmingham City de la Championship el 31 de agosto de 2017, el precio de transferencia no fue revelado. Debutó en la derrota por la mínima ante el Norwich City.

### Regreso a Francia
Después de ocho años compitiendo en el fútbol inglés, en julio de 2023 regresó a Francia tras firmar con el F. C. Metz hasta 2025.

## Selección nacional
Colin jugó siete encuentros con la selección de Francia sub-20 en 2011. Fue parte del equipo que jugó la Copa del Mundo Sub-20 de 2011.

## Estadísticas
Actualizado al último partido disputado el 1 de enero de 2019.
| Boulogne Francia |               |               |     |   |    |   |    |   |   |    |     |   |
| 2.ª | 2010-11       | 26            | 0   | 2 | 0  | 0 | 0  | - | - | 28 | 0   |   |
| 2.ª | 2011-12       | 23            | 0   | 0 | 0  | 0 | 0  | - | - | 23 | 0   |   |
| 3.ª | 2012-13       | 0             | 0   | - | -  | 1 | 0  | - | - | 1  | 0   |   |
| Total club | Total club    | 49            | 0   | 2 | 0  | 1 | 0  | - | - | 52 | 0   |   |
| Troyes Francia |               |               |     |   |    |   |    |   |   |    |     |   |
| 1.ª | 2012-13       | 18            | 0   | 4 | 0  | 2 | 0  | - | - | 24 | 0   |   |
| 2.ª | 2013-14       | 35            | 0   | 1 | 0  | 6 | 0  | - | - | 42 | 0   |   |
| 2.ª | 2014-15       | 2             | 0   | - | -  | 1 | 0  | - | - | 3  | 0   |   |
| Total club | Total club    | 55            | 0   | 5 | 0  | 9 | 0  | - | - | 69 | 0   |   |
| Troyes II Francia |               |               |     |   |    |   |    |   |   |    |     |   |
| 5.ª | 2012-13       | 2             | 0   | - | -  | - | -  | - | - | 2  | 0   |   |
| Total club | Total club    | 2             | 0   | - | -  | - | -  | - | - | 2  | 0   |   |
| Anderlecht · Bélgica |               |               |     |   |    |   |    |   |   |    |     |   |
| 1.ª | 2014-15       | 15            | 1   | 6 | 0  | - | -  | 3 | 0 | 24 | 1   |   |
| 1.ª | 2015-16       | 1             | 0   | - | -  | - | -  | - | - | 1  | 0   |   |
| Total club | Total club    | 16            | 1   | 6 | 0  | - | -  | 3 | 0 | 25 | 1   |   |
| Brentford Inglaterra |               |               |     |   |    |   |    |   |   |    |     |   |
| 2.ª | 2015-16       | 21            | 0   | 0 | 0  | - | -  | - | - | 21 | 0   |   |
| 2.ª | 2016-17       | 38            | 4   | 2 | 0  | 0 | 0  | - | - | 40 | 4   |   |
| 2.ª | 2017-18       | 3             | 0   | 0 | 0  | 2 | 0  | - | - | 5  | 0   |   |
| Total club | Total club    | 62            | 4   | 2 | 0  | 2 | 0  | - | - | 66 | 4   |   |
| Birmingham City Inglaterra |               |               |     |   |    |   |    |   |   |    |     |   |
| 2.ª | 2017-18       | 35            | 2   | 1 | 0  | - | -  | - | - | 36 | 2   |   |
| 2.ª | 2018-19       | 26            | 0   | 0 | 0  | 0 | 0  | - | - | 26 | 0   |   |
| Total club | Total club    | 61            | 2   | 1 | 0  | 0 | 0  | - | - | 62 | 2   |   |
| Total carrera | Total carrera | Total carrera | 245 | 7 | 16 | 0 | 12 | 0 | 3 | 0  | 276 | 7 |
| (1) Incluye datos de Copa de Francia, Copa de Bélgica y FA Cup. (2) Incluye datos de Copa de la Liga de Francia y Copa de la Liga de Inglaterra. (3) Incluye datos de Liga Europea de la UEFA. |               |               |     |   |    |   |    |   |   |    |     |   |